# Конате, Па
Па Момоду Конате (швед. Pa Momodou Konate; 25 апреля 1994, Мальмё, Швеция) — гвинейский и шведский футболист, защитник клуба «Неа Саламина» и сборной Гвинеи. Участник Олимпийских игр 2016 года в составе олимпийской сборной Швеции.
Отец Па — из Гвинеи, а мать — из Гамбии.

## Клубная карьера

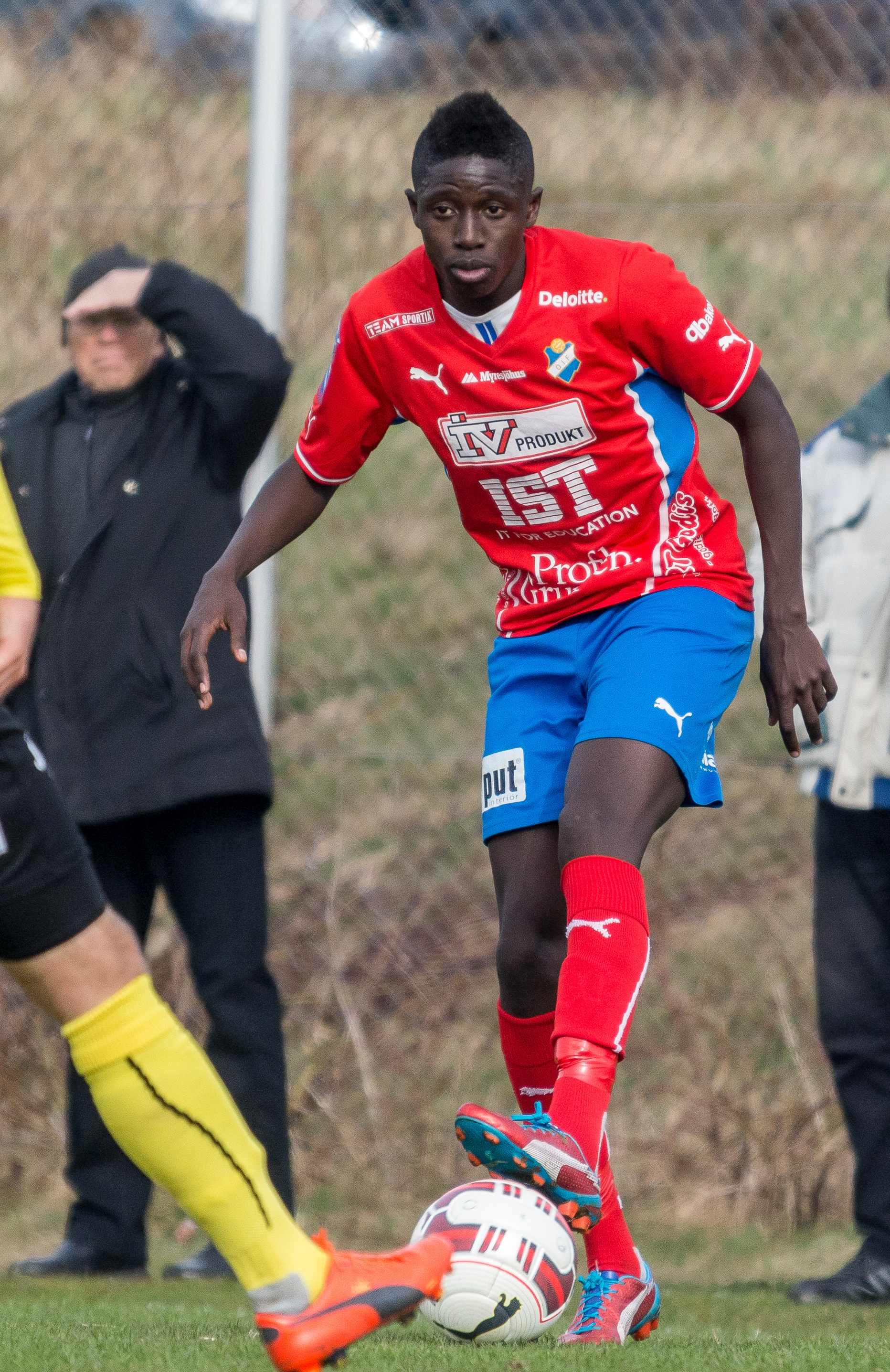
Конате в составе клуба «Эстер»

Конате — воспитанник клуба «Мальмё» из своего родного города. 17 апреля 2013 года в матче против АИКа Па дебютировал в Аллсвенскане, заменив Симона Терна во втором тайме. В том же сезона Конате стал чемпионом Швеции и обладателем Суперкубка.
В начале 2014 года Па на правах аренды перешёл в «Эстер». 6 апреля в матче против «Энгельхольма» он дебютировал в Суперэттане. По окончании аренды Конате вернулся в «Мальмё» и во второй раз выиграл чемпионат и Суперкубок.
Летом 2017 года Па перешёл в итальянский СПАЛ. 12 августа в поединке третьего раунда Кубка Италии 2017/18 против клуба «Ренате» он дебютировал за основной состав. 1 августа 2018 года клуб United Soccer League «Цинциннати» объявил об аренде Конате на оставшуюся часть сезона 2018. Его дебют во втором дивизионе США состоялся 22 августа в матче против «Атланты Юнайтед 2».
27 февраля 2019 года Конате вернулся играть в Швецию, подписав однолетний контракт с клубом «Сундсвалль». 14 апреля в матче против «Эльфсборга» он дебютировал за новую команду. 28 мая в поединке против своего бывшего клуба «Мальмё» Па забил свой первый гол за «Сундсвалль». Летом 2020 года Конате перешёл в «Йёнчёпингс Сёдра». 25 июля в матче против «Браге» он дебютировал за новый клуб. 5 сентября в поединке против «АФК Эскильстуна» Па забил свой первый гол за «Йёнчёпингс Сёдра».
В сентябре того же года Конате перешёл в норвежский «Русенборг». 20 сентября в матче против «Хёугесунна» он дебютировал в Типпелиге. 25 октября в поединке против «Сарпсборга 08» Па забил свой первый гол за «Русенборг». В начале 2021 года Контае подписал контракт с болгарским клубом «Ботев». 12 февраля в матче против «Арда» он дебютировал в чемпионате Болгарии. 13 марта в поединке против софийского ЦСКА Па забил свой первый гол за «Ботев».

## Международная карьера
В 2015 году в составе молодёжной сборной Швеции Конате выиграл молодёжный чемпионат Европы в Чехии. На турнире он был запасным и не поле не вышел.
6 января 2016 года в товарищеском матче против сборной Эстонии Конате дебютировал за сборную Швеции, заменив во втором тайме Адама Лундквиста.
В 2016 году Па в составе олимпийской сборной Швеции принял участие в Олимпийских играх в Рио-де-Жанейро. На турнире он сыграл в матчах против команд Колумбии, Нигерии и Японии.
В 2019 году Па сменил футбольное гражданство, дебютировав за сборную Гвинеи 15 октября в товарищеском матче со сборной Чили. В 2022 году Па принял участие в Кубке Африки 2021 в Камеруне. На турнире он сыграл в матчах против команд Зимбабве и Гамбии.

## Достижения
«Мальмё»
- Победитель Чемпионата Швеции (3): 2013, 2014, 2016
- Обладатель Суперкубка Швеции (2): 2013, 2014

«Цинциннати»
- Победитель регулярного чемпионата USL: 2018

Швеция (до 21)
- Победитель Молодёжного чемпионата Европы: 2015